# 16 mai 1913
Le vendredi 16 mai 1913 est le 136e jour de l'année 1913.

## Naissances
- Claude Joseph Johnson (mort le 20 juillet 1990), pasteur baptiste américain et chanteur de musique gospel
- Gordon Chalk (mort le 26 avril 1991), politicien australien
- Sebastiano Baggio (mort le 21 mars 1993), prélat catholique
- Werner Rauh (mort le 7 avril 2000), botaniste allemand
- Woody Herman (mort le 29 octobre 1987), clarinettiste, saxophoniste (alto & soprano), chanteur et chef d'orchestre de jazz américain.

## Décès
- Louis Perrier (né le 22 mai 1849), architecte et homme politique suisse

## Événements
- Découverte du trésor d'Eberswalde